# Lions de l'Atacora
El Lions de l'Atakory es un equipo de fútbol de Benín que juega en la Tercera División de Benín, la tercera liga de fútbol en importancia en el país.

## Historia
Fue fundado en el año 1970 en la ciudad de Nattingou aunque juegan sus partidos de local en Cotonú y ha sido un equipo que ha pasado la mayor parte de su historia entre la segunda y tercera categoría de fútbol en Benín, aunque entre los años 1980s y 1990s formaron parte de la Premier League de Benín, la cual ganaron en 1984, su único título importante en toda su historia. No juegan en la máxima categoría desde la temporada 1998.
A nivel internacional han participado en un torneo continental, en la Copa Africana de Clubes Campeones 1985, en la cual fueron eliminados en la primera ronda por el Accra Hearts of Oak SC de Ghana.

## Palmarés
- Premier League de Benín: 1

1984

## Participación en competiciones de la CAF
| Temporada | Torneo                            | Ronda | Club          | Casa | Visita | Global |
| --------- | --------------------------------- | ----- | ------------- | ---- | ------ | ------ |
| 1985      | Copa Africana de Clubes Campeones | 1     | Hearts of Oak | 0-1  | 0-3    | 0-4    |

## =Jugadores

### Jugadores destacados
- Armand Djérabé